# Juliane von Hessen-Eschwege
Juliane von Hessen-Eschwege (* 14. Mai 1652 in Eschwege; † 20. Juni 1693 in IJsselstein) war eine deutsche Adlige aus dem Haus Hessen am schwedischen Hof. Sie sollte Frau von Karl XI. werden, musste den Hof aber im Jahre 1672 verlassen.

## Leben
Juliane war eine Tochter von Friedrich von Hessen-Eschwege (1617–1655) und
Eleonore Katharine von Pfalz-Zweibrücken-Kleeburg (1626–1692), einer Schwester des schwedischen
Königs Karl X. Zeitgenossen beschrieben sie als große Schönheit.  Sie kam mit Hilfe der einflussreichen Königinwitwe Hedwig Eleonora von Schleswig-Holstein-Gottorf nach Schweden, um bei ihrer Volljährigkeit ihren Cousin Karl zu heiraten.
Im Jahr 1672, als sie gerade mit der Königinwitwe in einer Kutsche unterwegs war, setzten Wehen ein und sie gebar einen Sohn, (Gustav Gustafsson Lillje). Der Vater war allerdings nicht ihr Cousin, sondern ein verheirateter Oberst der Leibgarde am Hof des Königs, Graf Gustav Helmer Lillje. Der Graf musste ins Exil gehen, und Juliana wurde mit eigener Dienerschaft auf den Landsitz Lilienborg verbannt.
Einige Jahre später bekam Juliana einen weiteren Sohn, aber dieses Mal war der Vater unverheiratet. Es war Johann Marchand (1656–7. April 1703), ein junger Sekretär des holländischen Botschafters und Sohn eines holländischen Kaufmanns. 1679 bekamen die beiden von Julianes Cousin, König Karl XI., die Heiratsgenehmigung. Johann Marchand erhielt den Titel eines Freiherrn von Lilienborg. Das Paar zog dann nach Haarlem in den Niederlanden.
Die beiden hatten noch weitere Kinder:
- Karl Friedrich von Lilienburg (1679–1729)[1][2]
- Eleonora von Lilienburg (1683–1707)[3] ⚭ 21. Oktober 1704  Johan Spiering (* 6. November 1672; † 22. Juli 1739), Sohn von Francois Ewoutsz. Spiering und Elisabeth Maria van Someren
- Heinrich Ferdinand (24. Dezember 1683–(?))[4]
- Juliana (* 4. Mai 1684; † 24. November 1726, Jever), ⚭  1707 Ulrich Friedrich von Weltzien, Erbherr auf Burg Fischhausen bei Jever
- Sophie Marie von Lilienburg (12. Juni 1685– zwischen 1725 und 1741)[5] ⚭ Anders Luhr, Regierungssekretär von Stralsund und Bremen
- Jacoba (* 10. Juli 1686; † 9. August 1686)
- Jakob Ferdinand (* 21. Mai 1688; † 28. August 1688)
- Wilhelm Jacob (* 18. Dezember 1689; †  vor 21. November 1703)
- Christina Francoise (* 7. Mai 1691; † 3. Juni 1691)

Das Geschlecht der Freiherren von Lilienburg erlosch im Mannesstamm mit dem Freiherren Carl Friedrich von Lilienburg im Jahre 1817.